# Elias Perrig
Elias Perrig (* 11. Juni 1965 in Hamburg) ist ein Schweizer Theaterregisseur und Schauspieldirektor. 

## Leben
Vor dem Theater studierte Perrig Biochemie. Nach einem Jahr Auszeit machte er eine Regie-Assistenz am Luzerner Theater. Danach wechselte er ebenfalls als Regieassistent an das Zürcher Theater am Neumarkt. Später arbeitete er am Theater Lübeck, Staatstheater Kassel, Theater Konstanz, Schauspiel Hannover, Schauspielhaus Zürich, Theater am Neumarkt und Nationaltheater Kiew. 
Von 1999 bis 2005 war er fester Regisseur am Staatstheater Stuttgart, 2006 bis 2012 Schauspieldirektor am Theater Basel.
Seit 2012 ist er als freischaffender Regisseur tätig und inszenierte u. a. am Volkstheater Wien, Ernst Deutsch Theater Hamburg, Hans Otto Theater Potsdam, am Deutschen Theater Göttingen, Theater Heidelberg, Theater Heilbronn und Theater Kanton Zürich. Außerdem lehrte er als Gastdozent am Mozarteum Salzburg und an der Hochschule für Musik und Darstellende Kunst Frankfurt am Main.